# Municipio de Axutla
El municipio de Axutla (AFI: [a'ʃu͡tɬa]) (del nahuatl: atl, xotlatia ‘agua, sobrecalentar’‘Lugar donde el agua se calienta mucho’) es uno de los 217 municipios del estado mexicano de Puebla. Se localiza en el suroeste de la entidad, en la región del valle de Acatlán y forma parte de la región económica VI de Izúcar de Matamoros.

## Historia
El poblado de Axutla fue fundado en la época prehispánica por mixtecos y popolocas que estaban sujetos al poder de la Triple Alianza encabezada por los mexicas de Tenochtitlan. Durante el Virreinato, Axutla formó parte de la alcaldía mayor de Acatlán, integrante de la provincia de Puebla. Durante la Guerra de Independencia, el poblado fue escenario de una batalla entre los insurgentes y las tropas realistas, con resultado favorable para los insurgentes bajo el mando de Juan Terán. Tras la independencia, Axutla pasó a formar parte del territorio de Piaxtla, hasta que por decreto del Congreso del Estado de Puebla fue declarado como municipio libre el 19 de septiembre de 1922.

## Geografía
El municipio se encuentra localizado en el extremo occidental del valle de Acatlán, en el suroeste del estado mexicano de Puebla. 
Limita al noreste con el municipio de Tehuitzingo, al este con el municipio de Chinantla y con el municipio de Piaxtla; al sureste limita con el municipio de Tecomatlán; al sur y oeste colinda con el municipio de Chila de la Sal y al noroeste con el municipio de Chiautla.

### Orografía e hidrografía
Axutla posee un territorio marcado por la presencia de numerosas montañas. Forma parte de la subprovincia Sur de Puebla de la provincia fisiográfica del Eje Neovolcánico. El terreno montañoso ocupa prácticamente todo el municipio, con excepción de una pequeña zona en el centro ocupada por el valle de Acatlán, que en esta zona se vuelve muy estrecho. El norte del municipio es ocupado por la Sierra de Acatlán, y cuenta con numerosas elevaciones entre las que destacan los cerros de El Ídolo, El Infiernillo y Loma Grande. Al sur, otra cadena de montañas separa a Axutla de Chila de la Sal y Piaxtla. Entre las elevaciones que forman esta serranía se encuentran los cerros de Los Paredones, El Potrero y El Cazahuate. Gran parte del territorio está conformado por rocas metamórficas, aunque existen algunas zonas con predominio de rocas sedimentarias, especialmente en la serranía del sur; menores son todavía las zonas con rocas ígneas, concentradas en las inmediaciones del cerro de El Cazahuate. En todo el territorio del municipio, el suelo dominante es el litosol, es decir, suelos poco desarrollados con fase lítica (roca madre a menos de 50 cm de la superficie).
La mayor parte de las corrientes de agua que se encuentran en el municipio forman parte de la cuenca hidrológica del río Míxteco, perteneciente a la región hidrológica 18 del río Balsas. El principal río de Axutla es precisamente el río Mixteco, que nace en la Mixteca Baja Oaxaqueña y desciende hacia el valle de Acatlán en territorio poblano para tributar sus aguas al Atoyac. El río Mixteco, que sirve de límite entre Axutla y Piaxtla, recibe las aguas de algunos arroyos que nacen en las estribaciones de las serranías que ocupan el norte y sur del territorio. Pequeñas secciones en la vertiente norte de la Sierra de Acatlán y de los cerros al sur del valle forman parte de otras dos cuencas hidrológicas, también pertenecientes a la región hidrológica del río Balsas. En el primer caso, corresponde a la cuenca del río Atoyac y, en el segundo caso, a la cuenca del río Tlapaneco.

### Climas y ecosistemas
En Axutla se presentan tres zonas climáticas distintas. La parte sur del municipio posee un clima semiseco muy cálido; la mayor parte del municipio, localizada entre el centro y el norte, posee clima cálido subhúmedo, que es muy común en la Mixteca Poblana. Una pequeña zona en la Sierra de Acatlán posee clima semicálido subhúmedo. Todo el territorio se encuentra dentro de la isoterma de los 24 °C de temperatura anual, y el promedio de precipitación anual es de 800 mm. El ecosistema predominante, como en el resto del sur de Puebla, es la selva baja caducifolia,   con vegetación arbustiva que florece en las temporadas de lluvia, especialmente en verano. Entre las especies vegetales representativas de este ecosistema se encuentran el cuajilote, el pochote, el copal y el cacalosúchil.

## Política

### Administración municipal
El municipio de Axutla es gobernado por un ayuntamiento libre, cuyos miembros son elegidos por sufragio universal de los ciudadanos residentes en territorio que se encuentren inscritos en el Padrón Electoral. El ayuntamiento se instituye para un período de tres años y es encabezado por el presidente municipal, que comparte la administración municipal con el Cabildo municipal, integrado por siete regidores de electos por mayoría relativa y dos por el principio de representación proporcional, además de un síndico que se encarga de las cuestiones judiciales del municipio. En Axutla existe una junta auxiliar con sede en la población de Huehuepiaxtla, la segunda en importancia dentro del municipio. La junta auxiliar de Huehuepiaxtla está constituida por un presidente auxiliar y siete regidores, también electos por voto popular para un período de tres años. La junta auxiliar de Huehuepiaxtla depende del ayuntamiento municipal y su propósito es coadyuvar en las tareas administrativas del municipio. En las elecciones estatales poblanas, realizadas en 2007, la presidencia municipal de Axutla fue ganada por el Partido Revolucionario Institucional (PRI), que también ocupa la gubernatura del estado de Puebla.

### Representación legislativa
Para la elección de diputados locales al Congreso de Puebla y de diputados federales a la Cámara de Diputados federal, el municipio de Axutla se encuentra integrado en los siguientes distritos electorales:
Local:
- Distrito electoral local de 23 de Puebla con cabecera en Acatlán de Osorio.[9]

Federal:
- Distrito electoral federal 14 de Puebla con cabecera en la ciudad de Acatlán de Osorio.[10]